# Hans Zorn
Hans Zorn (27 de octubre de 1891 - 2 de agosto de 1943) fue un general alemán en la Wehrmacht durante la II Guerra Mundial. Fue condecorado con la Cruz de Caballero de la Cruz de Hierro con Hojas de Roble de la Alemania Nazi. Zorn murió el 2 de agosto de 1943 por fuego soviético durante la Operación Kutuzov. Póstumamente se le concedieron las hojas de roble a su Cruz de Caballero el 3 de septiembre de 1943.

## Condecoraciones
- Cruz de Hierro (1914) 2ª Clase (23 de octubre de 1914) & 1ª Clase (29 de enero de 1916)[1]
- Broche de la Cruz de Hierro (1939) 2ª Clase (14 de mayo de 1940) & 1ª Clase (26 de mayo de 1940)[1]
- Cruz Alemana en Oro el 14 de junio de 1942 como General der Infanterie en el XXXXVI. Armeekorps (motorizado)[2]
- Cruz de Caballero de la Cruz de Hierro con Hojas de Roble
  - Cruz de Caballero el 27 de julio de 1941 como Generalmajor y comandante de la 20. Infanterie-Division[3]
  - 291ª Hojas de Roble el 3 de septiembre de 1943 como General der Infanterie y comandante del XXXXVI. Panzerkorps[4]